# Box-Weltcup 1990
Die 6. Wettbewerbe der Herren des Box-Weltcups wurden in Havanna, Dublin und Bombay ausgetragen.

## Medaillengewinner
| Klasse                               | Gold                            | Silber                       | Bronze                       |
| Halbfliegengewicht (– 48 Kilogramm)  | Eric Griffin Vereinigte Staaten | Orlando Ascencio Kuba        | Zoram Thanga Indien          |
| Fliegengewicht (– 51 Kilogramm)      | Rico Kubat DDR                  | Istvan Kovacs Ungarn         | Raúl González Kuba           |
| Bantamgewicht (– 54 Kilogramm)       | Enrique Carrión Kuba            | Serafim Todorow Bulgarien    | Wayne McCullough Irland      |
| Federgewicht (– 57 Kilogramm)        | Arnaldo Mesa Kuba               | Eddy Suárez Kuba             | Marco Rudolph DDR            |
| Leichtgewicht (– 60 Kilogramm)       | Julio Gonzáles Kuba             | Marco Rudolph DDR            | Hong Sung-sik Südkorea       |
| Halbweltergewicht (– 63,5 Kilogramm) | Candelario Duvergel Kuba        | Liban Blanco Kuba            | Alexandr Banin Sowjetunion   |
| Halbmittelgewicht (– 71 Kilogramm)   | Juan Carlos Lemus Kuba          | Raymond Downey Kanada        | Ole Klemetsen Norwegen       |
| Mittelgewicht (– 75 Kilogramm)       | Orestes Solano Kuba             | Ramón Garbey Kuba            | Wolf Preiss DDR              |
| Halbschwergewicht (– 81 Kilogramm)   | Roberto Álvarez Kuba            | Jorge Luis González Kuba     | Fikret Gunes Sowjetunion     |
| Schwergewicht (- 91 Kilogramm)       | Félix Savón Kuba                | Bert Teuchert BR Deutschland | René Monse DDR               |
| Superschwergewicht (+ 91 Kilogramm)  | Roberto Balado Kuba             | Swilen Rusinow Bulgarien     | Vernon Linklater Jugoslawien |

## Medaillenspiegel
| Rang | Land               | Gold | Silber | Bronze | Gesamt |
| ---- | ------------------ | ---- | ------ | ------ | ------ |
| 1    | Kuba               | 9    | 5      | 1      | 15     |
| 2    | DDR                | 1    | 1      | 3      | 5      |
| 3    | Vereinigte Staaten | 1    | 0      | 0      | 1      |
| 4    | Bulgarien          | 0    | 2      | 0      | 2      |
| 5    | Ungarn             | 0    | 1      | 0      | 1      |
| 5    | BR Deutschland     | 0    | 1      | 0      | 1      |
| 7    | Kanada             | 0    | 1      | 0      | 1      |
| 8    | Sowjetunion        | 0    | 0      | 2      | 2      |
| 9    | Indien             | 0    | 0      | 1      | 1      |
| 9    | Irland             | 0    | 0      | 1      | 1      |
| 9    | Südkorea           | 0    | 0      | 1      | 1      |
| 9    | Norwegen           | 0    | 0      | 1      | 1      |
| 9    | Jugoslawien        | 0    | 0      | 1      | 1      |
|      | Gesamt             | 11   | 11     | 11     | 33     |